# Lala Deen Dayal
Pour les articles homonymes, voir Deen.
Lala Deen Dayal (Sardhana, ville d'Uttar Pradesh, 1844 - Bombay, 5 juillet 1905) est un photographe indien.

## Biographie
Deen Dayal suivit des études d'ingénieur mais se consacra à la photographie vers 1864 et photographia la visite du gouverneur général en Inde du centre en 1865.
Deen Dayal fut un photographe officiel de cour, attaché à Asaf Jah VI, sixième Nizam de la Principauté d'Hyderâbâd ainsi qu'à des têtes couronnées du Royaume-Uni. Il suivit notamment les voyages de la princesse et du Prince de Galles et fut nommé photographe de la Reine Victoria en 1887.
À partir de 1868, il fonda des studios à Secunderabad, Bombay et Indore et réalisa, pour des commandes publiques, des images de divers temples et palais des Indes, notamment dans la région de Bundelkhand avec Sir Lepel Griffin.

## Collections
- British Library

## Galerie

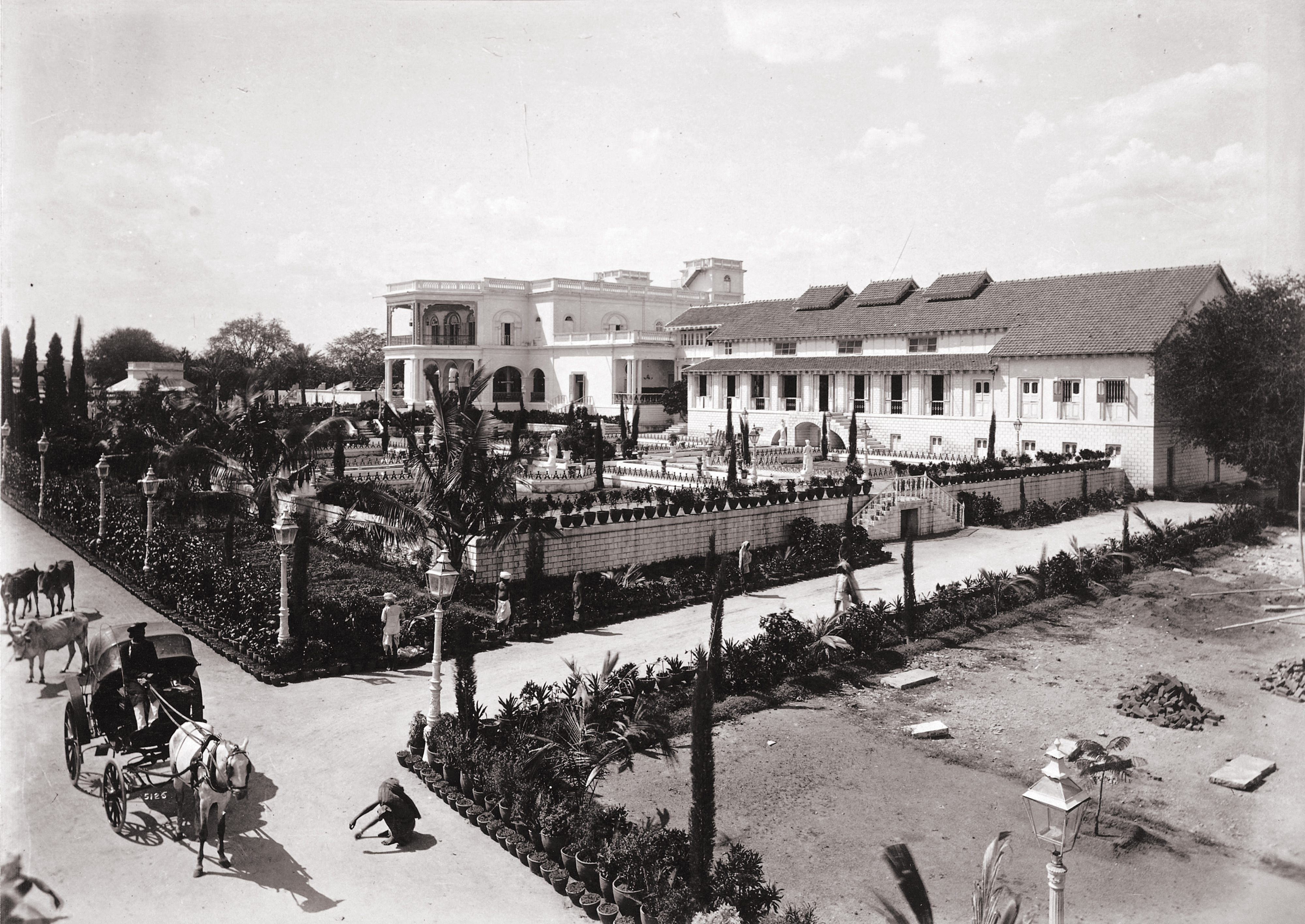
Basheer Bagh Palace (en) à Hyderabad, années 1880.
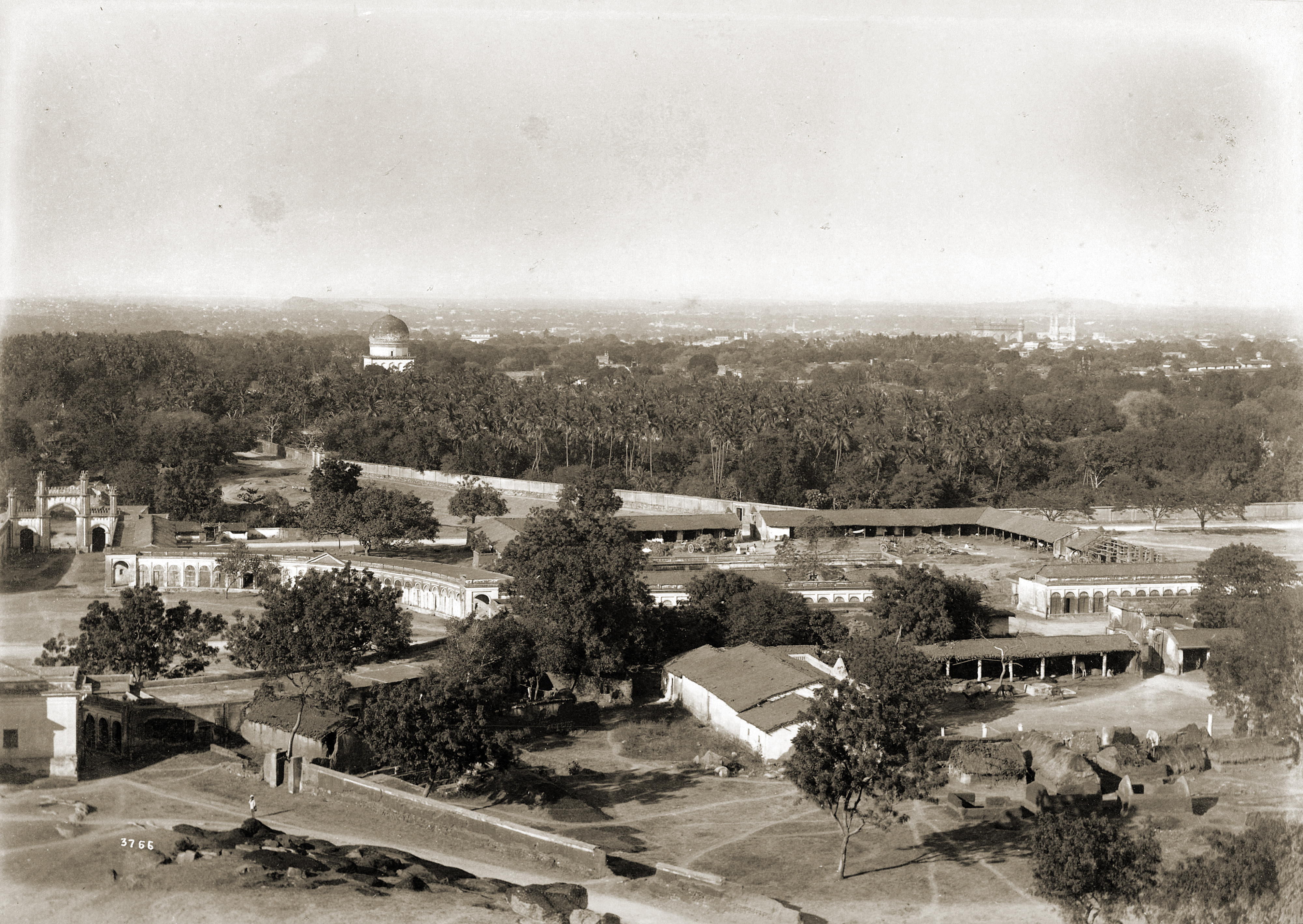
Vue d'Hyderabad, années 1880.
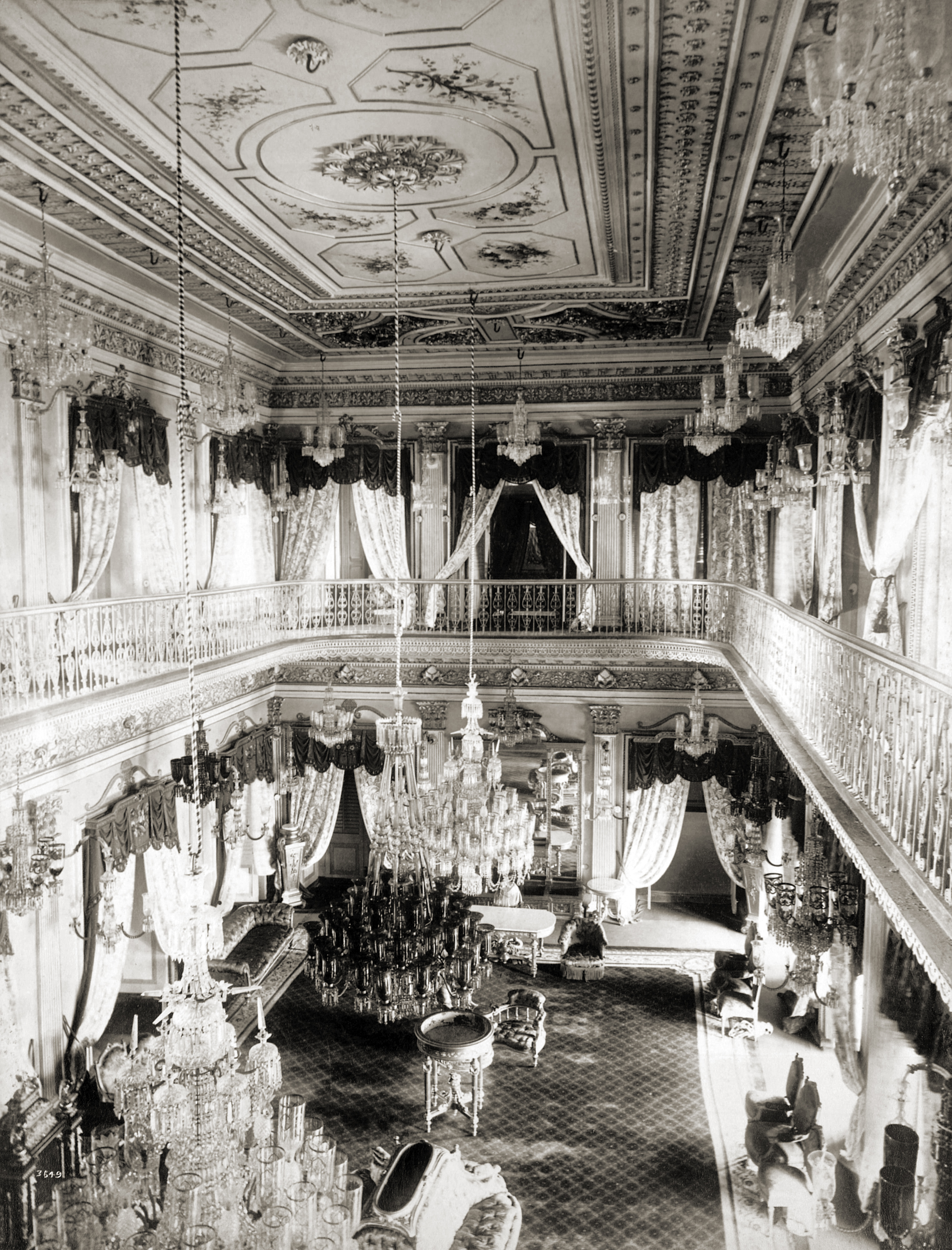
Intérieur du palais de Chowmahalla à Hyderabad, années 1880.
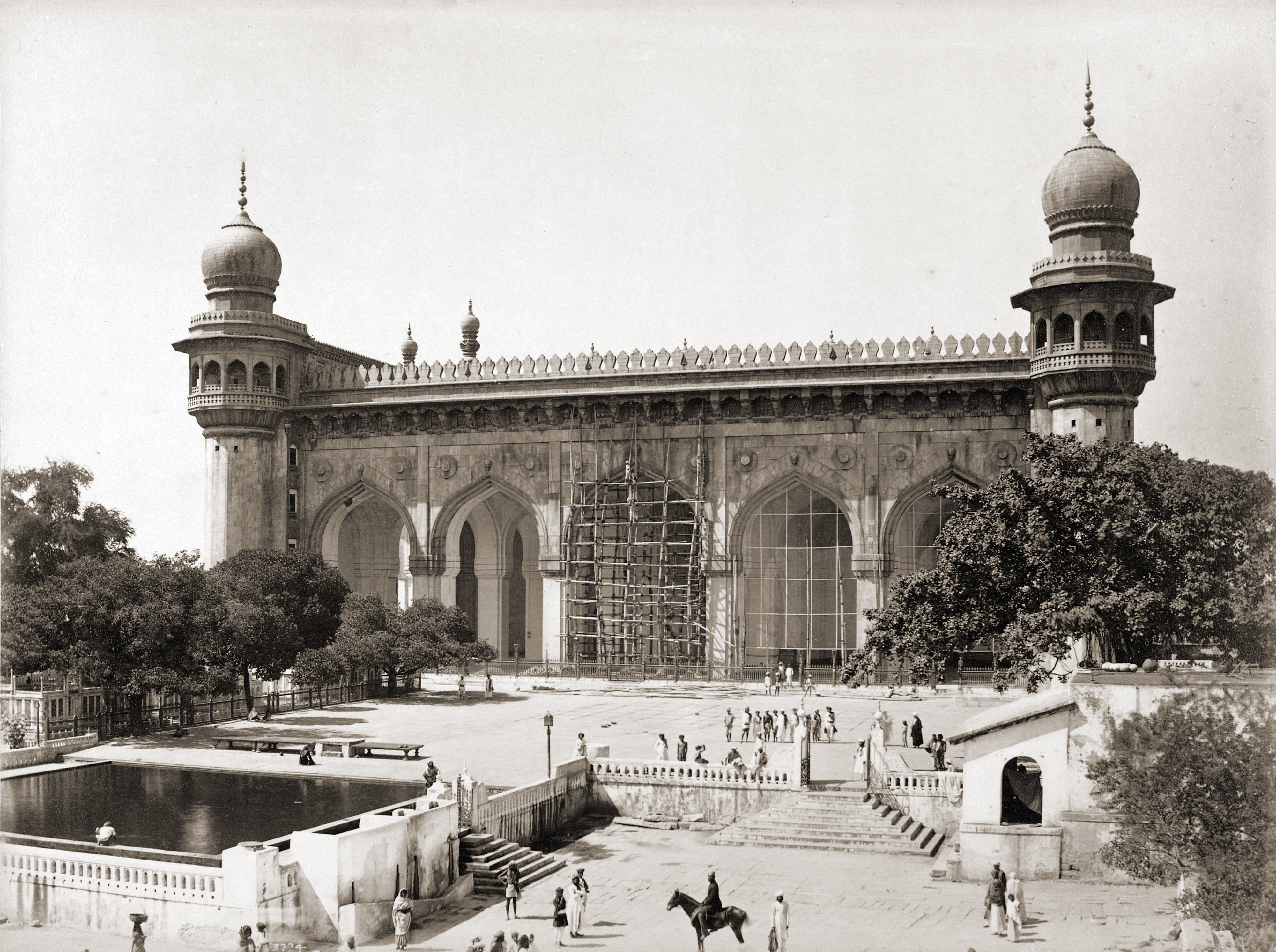
Mecca Masjid, mosquée à Hyderabad, années 1880.
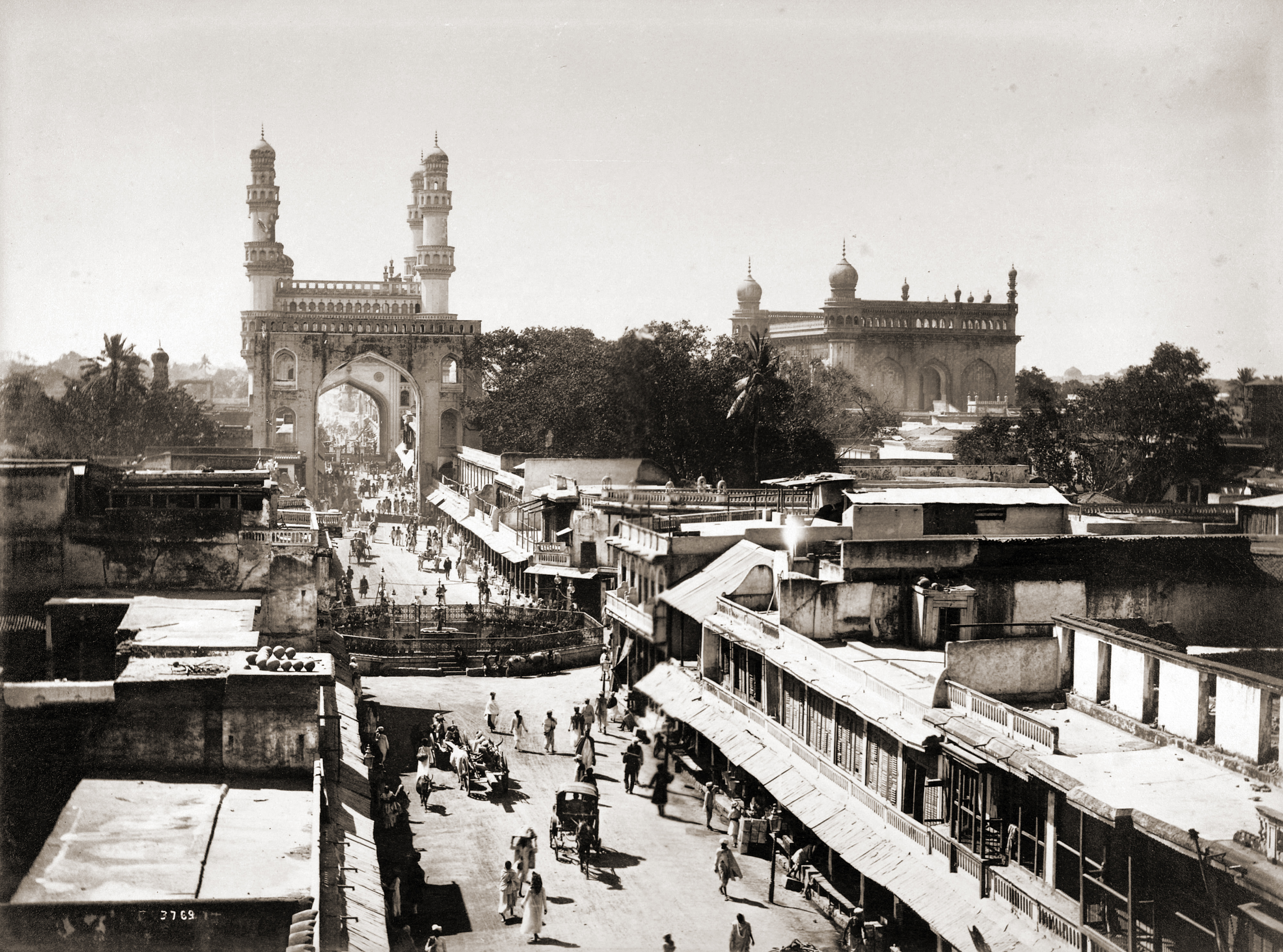
Rue principale d'Hyderabad, années 1880.
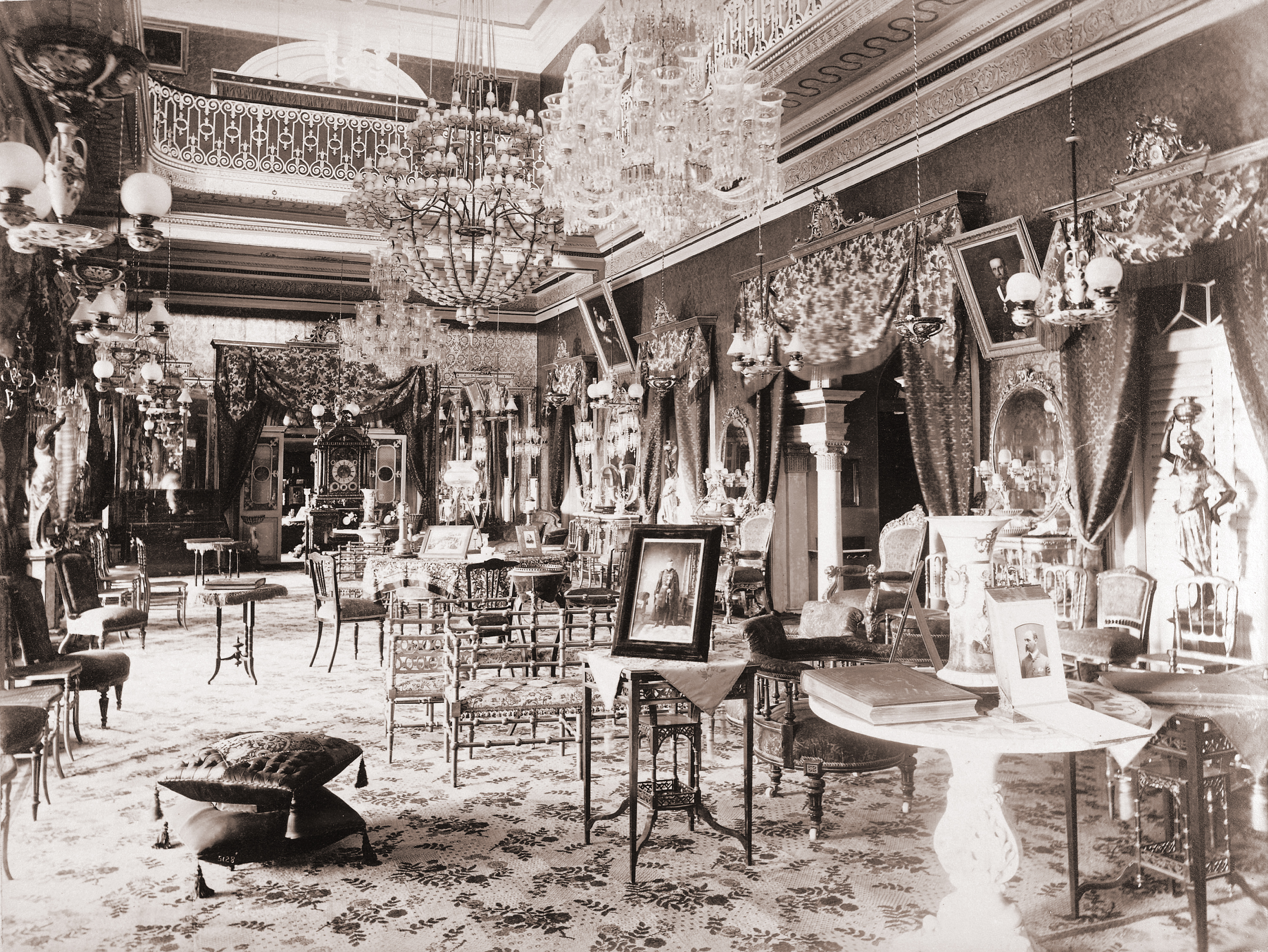
Un salon dans le Basheer Bagh Palace à Hyderabad, années 1880.